# Список супругов монархов Дании
В список супругов монархов Дании входят жёны правящих королей и принцы-консорты (мужья правящих королев). Благодаря личным униям королевы Дании в 1380—1814 годах (фактически с 1406 года) были также королевами Норвегии, а в 1389—1521 годах (фактически с 1406 года) ещё и королевами Швеции, хотя и с перерывами.

## Кнютлинги
| Изображение     | Имя                          | Отец | Рождение | Брак | Стала консортом | Перестала быть консортом | Смерть | Супруг    |
| --------------- | ---------------------------- | --- | --- | --- | --- | --- | --- | --------- |
| не прижизненное | Тира                         | Возможно дочь одного из датских вождей из южной Ютландии; некоторые саги утверждают, что она была дочерью герцога по имени Клак-Харальд. Согласно Саксону Грамматику Тира была дочерью Этельреда, короля Англии, под которым, по всей видимости подразумевается Этельред I (если Этельред II, то это анахронизм). | Возможно дочь одного из датских вождей из южной Ютландии; некоторые саги утверждают, что она была дочерью герцога по имени Клак-Харальд. Согласно Саксону Грамматику Тира была дочерью Этельреда, короля Англии, под которым, по всей видимости подразумевается Этельред I (если Этельред II, то это анахронизм). | Возможно дочь одного из датских вождей из южной Ютландии; некоторые саги утверждают, что она была дочерью герцога по имени Клак-Харальд. Согласно Саксону Грамматику Тира была дочерью Этельреда, короля Англии, под которым, по всей видимости подразумевается Этельред I (если Этельред II, то это анахронизм). | 9?? восхождение мужа | 95? | 95? | Горм      |
|                 | Това Ободритская             | Мстивой II | — | ? | ? | ? | ? | Харальд I |
|                 | Гирид Шведская [легендарная] | Олаф (II) Бьёрнссон (Мунсё) | — | 98? | 98? | 985/6 смерть мужа | — | Харальд I |
| не прижизненное | Сигрид Гордая [легендарная]  | Скагул Тост или Мешко I (Пясты) | Возможно, её славянским именем было Святослава (подробнее в статье). Также отождествляется с Гунхильдой, дочерью Бурислава, правителя Вендов. Возможно, это три разные жены Свена. | Возможно, её славянским именем было Святослава (подробнее в статье). Также отождествляется с Гунхильдой, дочерью Бурислава, правителя Вендов. Возможно, это три разные жены Свена. | Возможно, её славянским именем было Святослава (подробнее в статье). Также отождествляется с Гунхильдой, дочерью Бурислава, правителя Вендов. Возможно, это три разные жены Свена. | Возможно, её славянским именем было Святослава (подробнее в статье). Также отождествляется с Гунхильдой, дочерью Бурислава, правителя Вендов. Возможно, это три разные жены Свена. | Возможно, её славянским именем было Святослава (подробнее в статье). Также отождествляется с Гунхильдой, дочерью Бурислава, правителя Вендов. Возможно, это три разные жены Свена. | Свен I    |
| не прижизненное | Эмма Нормандская             | Ричард I, герцог Нормандии (Нормандская династия) | 985 | июль 1017 | июль 1017 | 12 ноября 1035 смерть мужа | 6 марта 1052 | Кнуд II   |

## Эстридсены
| Изображение               | Имя                               | Отец                                             | Рождение             | Брак                              | Стала консортом                                                                       | Перестала быть консортом          | Смерть                            | Супруг            |
| ------------------------- | --------------------------------- | ------------------------------------------------ | -------------------- | --------------------------------- | ------------------------------------------------------------------------------------- | --------------------------------- | --------------------------------- | ----------------- |
|                           | Гида Шведская                     | Анунд Якоб (Мунсё)                               | —                    | 1047/48                           | 1047/48                                                                               | 1048/49                           | 1048/49                           | Свен II           |
|                           | Гунхильда Свейнсдоттир            | Свейн Хаконссон                                  | —                    | 1050                              | 1050                                                                                  | 1051/52 брак аннулирован          | 1060                              | Свен II           |
|                           | Маргарита Хасбьёрнсдоттер         | ярл Асбьёрн Ульфсен                              | —                    | 1076                              | 1076                                                                                  | 17 апреля 1080 смерть мужа        | —                                 | Харальд III       |
|                           | Адела Фландрская                  | Роберт I, граф Фландрии (Фландрский дом)         | 1064                 | 17 апреля 1080                    | 17 апреля 1080                                                                        | 10 июля 1086 убийство мужа        | апрель 1115                       | Кнуд IV           |
|                           | Ингигерд Норвежская               | Харальд III, король Норвегии (Хорфагеры)         | 1046                 | 1070                              | 10 июля 1086 восхождение мужа                                                         | 18 августа 1095 смерть мужа       | 1120                              | Олаф I            |
|                           | Бодиль Турготсдаттер              | ярл Тургот Фагерскинд                            | 1056                 | не ранее 1086                     | 18 августа 1095 восхождение мужа                                                      | 10 июля 1103 смерть мужа          | конец 1103                        | Эрик I            |
|                           | Маргарет Фредкулла Шведская       | Инге I, король Швеции (Династия Стенкилей)       | 1080-е               | 1105                              | 1105                                                                                  | 4 ноября 1130                     | 4 ноября 1130                     | Нильс             |
|                           | Ульфхильда Хаконсдоттер           | Хакон Финнсон                                    | 1095                 | 1130                              | 1130                                                                                  | 25 июня 1134 убийство мужа        | 1148                              | Нильс             |
|                           | Мальмфрида Киевская               | Мстислав Владимирович Киевский (Рюриковичи)      | 1105                 | 1131                              | 4 июня 1134 восхождение мужа                                                          | 18 июля 1137 убийство мужа        | после 1137                        | Эрик II           |
|                           | Лиутгарда Зальцведельская         | Рудольф I, маркграф Северной марки (Удонены)     | 1110                 | 1144                              | 1144                                                                                  | 8 августа 1146 отречение мужа     | 29/30 января 1152                 | Эрик III          |
|                           | Адела Мейсенская                  | Конрад, маркграф Мейсена (Веттины)               | —                    | 1152                              | 1152                                                                                  | 23 октября 1157 убийство мужа     | 23 октября 1181                   | Свен III          |
|                           | Хелена Шведская                   | Сверкер I, король Швеции (Дом Сверкеров)         | 1130-е               | 1156                              | 1156                                                                                  | 9 августа 1157 убийство мужа      | после 1157                        | Кнуд V            |
|                           | София Минская                     | Володарь Глебович Минский (Рюриковичи)           | 1138/41              | 1157                              | 1157                                                                                  | 12 мая 1182 смерть мужа           | 5 мая 1198                        | Вальдемар I       |
|                           | Гертруда Баварская                | Генрих Лев (Вельфы)                              | 1152/55              | февраль 1177                      | 12 мая 1182 восхождение мужа                                                          | 1 июня 1197                       | 1 июня 1197                       | Кнуд VI           |
| не прижизненное           | Дагмара Богемская                 | Отакар I, король Чехии (Пржемысловичи)           | 1186                 | 1205                              | 1205                                                                                  | 24 мая 1212/13                    | 24 мая 1212/13                    | Вальдемар II      |
| не прижизненное           | Беренгария Португальская          | Саншу I, король Португалии (Бургундский дом)     | 1191/14 декабря 1194 | 18/24 мая 1214                    | 18/24 мая 1214                                                                        | 27 марта/1 апреля 1221            | 27 марта/1 апреля 1221            | Вальдемар II      |
| не прижизненное           | Элеонора Португальская            | Афонсу II, король Португалии (Бургундский дом)   | 1211                 | 24 июня 1229 как младшая королева | 24 июня 1229 как младшая королева                                                     | 13 мая 1231                       | 13 мая 1231                       | Вальдемар Молодой |
| не прижизненное           | Ютта Саксонская                   | Альбрехт I, герцог Саксонии (Аскании)            | 1223                 | 17 ноября 1239                    | 17 ноября 1239 как младшая королева 28 марта 1241 муж становится единственным королём | 10 августа 1250 смерть мужа       | ранее 2 февраля 1267              | Эрик IV           |
|                           | Мехтхильда Гольштейнская          | Адольф IV, граф Гольштейна (Шауэнбурги)          | 1220/25              | 25 апреля 1237                    | 1 ноября 1250 восхождение мужа                                                        | 29 июня 1252 смерть мужа          | 1288                              | Абель             |
|                           | Маргарита Померанская             | Самбор II, герцог Померании (Свантибориды)       | 1230                 | 1248                              | 25 декабря 1252 восхождение мужа                                                      | 29 мая 1259 смерть мужа           | 1 декабря 1282                    | Кристофер I       |
|                           | Агнесса Бранденбургская           | Иоганн I, маркграф Бранденбурга (Аскании)        | 1257                 | 11 ноября 1273                    | 11 ноября 1273                                                                        | 22 ноября 1286 убийство мужа      | 29 сентября 1304                  | Эрик V            |
|                           | Ингеборга Шведская                | Магнус Ладулос, король Швеции (Фолькунги)        | 1277                 | июнь 1296                         | июнь 1296                                                                             | 5 апреля/15 августа 1319          | 5 апреля/15 августа 1319          | Эрик VI           |
|                           | Евфимия Померанская               | Богуслав IV, герцог Померании (Померанский дом)  | 1285                 | 1300                              | 25 января 1320 восхождение мужа                                                       | 26 июля 1330                      | 26 июля 1330                      | Кристофер II      |
|                           | Елизавета Гольштейн-Рендсбургская | Генрих I, граф Гольштейн-Рендсбурга (Шауэнбурги) | 1300                 | 1330 как младшая королева         | 1330 как младшая королева                                                             | 1331 развод                       | до 1340                           | Эрик VI           |
| Междуцарствие (1332—1340) |                                   |                                                  |                      |                                   |                                                                                       |                                   |                                   |                   |
|                           | Хельвиг Шлезвигская               | Эрик II, герцог Шлезвига (Эстридсены)            | —                    | ранее 4 июня 1340                 | ранее 4 июня 1340                                                                     | 1355 ушла в монастырь 1374 смерть | 1355 ушла в монастырь 1374 смерть | Вальдемар IV      |

## Померанский дом
| Изображение     | Имя                | Отец                                  | Рождение    | Брак            | Стала консортом | Перестала быть консортом | Смерть        | Супруг   |
| --------------- | ------------------ | ------------------------------------- | ----------- | --------------- | --------------- | ------------------------ | ------------- | -------- |
| не прижизненное | Филиппа Английская | Генрих IV, король Англии (Ланкастеры) | 4 июня 1394 | 26 октября 1406 | 26 октября 1406 | 7 января 1430            | 7 января 1430 | Эрик VII |

## Пфальц-Ноймаркский дом
| Изображение | Имя                     | Отец                                                   | Рождение | Брак             | Стала консортом  | Перестала быть консортом  | Смерть         | Супруг        |
| ----------- | ----------------------- | ------------------------------------------------------ | -------- | ---------------- | ---------------- | ------------------------- | -------------- | ------------- |
|             | Доротея Бранденбургская | Иоганн, маркграф Бранденбург-Кульмбаха (Гогенцоллерны) | 1430/31  | 12 сентября 1445 | 12 сентября 1445 | 6 января 1448 смерть мужа | 10 ноября 1495 | Кристофер III |

## Ольденбурги
| Изображение               | Имя                                        | Отец                                                                                              | Рождение        | Брак            | Стала консортом                  | Перестала быть консортом      | Смерть                 | Супруг        |
| ------------------------- | ------------------------------------------ | ------------------------------------------------------------------------------------------------- | --------------- | --------------- | -------------------------------- | ----------------------------- | ---------------------- | ------------- |
|                           | Доротея Бранденбургская                    | Иоганн, маркграф Бранденбург-Кульмбаха (Гогенцоллерны)                                            | 1430/31         | 28 октября 1449 | 28 октября 1449                  | 21 мая 1481 смерть мужа       | 10 ноября 1495         | Кристиан I    |
|                           | Кристина Саксонская                        | Эрнст, курфюрст Саксонии (Веттины)                                                                | 25 декабря 1461 | 6 сентября 1478 | 21 мая 1481 восхождение мужа     | 20 февраля 1513 смерть мужа   | 8 декабря 1521         | Иоганн        |
|                           | Изабелла Австрийская                       | Филипп I, король Кастилии (Габсбурги)                                                             | 18 июля 1501    | 12 августа 1515 | 12 августа 1515                  | 20 января 1523 свержение мужа | 19 января 1526         | Кристиан II   |
|                           | София Померанская                          | Богуслав X, герцог Померании (Грифичи)                                                            | 1498            | 9 октября 1518  | 13 апреля 1523 восхождение мужа  | 10 апреля 1533 смерть мужа    | 13 мая 1568            | Фредерик I    |
| Междуцарствие (1533—1534) |                                            |                                                                                                   |                 |                 |                                  |                               |                        |               |
|                           | Доротея Саксен-Лауэнбургская               | Магнус I, герцог Саксен-Лауэнбурга (Аскании)                                                      | 9 июля 1511     | 29 октября 1525 | 4 июля 1534 восхождение мужа     | 1 января 1559 смерть мужа     | 7 октября 1571         | Кристиан III  |
|                           | София Мекленбург-Гюстровская               | Ульрих III, герцог Мекленбург-Гюстровский (Мекленбург-Гюстров)                                    | 4 сентября 1557 | 20 июля 1572    | 20 июля 1572                     | 4 апреля 1588 смерть мужа     | 14 октября 1631        | Фредерик II   |
|                           | Анна Екатерина Бранденбургская             | Иоахим III Фридрих, курфюрст Бранденбурга (Гогенцоллерны)                                         | 26 июня 1575    | 27 ноября 1597  | 27 ноября 1597                   | 8 апреля 1612                 | 8 апреля 1612          | Кристиан IV   |
|                           | София Амалия Брауншвейг-Люнебургская       | Георг, герцог Брауншвейг-Каленбергский (Ганноверская династия)                                    | 24 марта 1628   | 1 октября 1643  | 28 февраля 1648 восхождение мужа | 9 февраля 1670 смерть мужа    | 20 февраля 1685        | Фредерик III  |
|                           | Шарлотта Амалия Гессен-Кассельская         | Вильгельм VI, ландграф Гессен-Касселя (Гессенский дом)                                            | 27 апреля 1650  | 25 июня 1667    | 9 февраля 1670 восхождение мужа  | 25 августа 1699 смерть мужа   | 27 марта 1714          | Кристиан V    |
|                           | Луиза Мекленбург-Гюстровская               | Густав Адольф, герцог Мекленбург-Гюстровский (Мекленбург-Гюстров)                                 | 28 августа 1667 | 5 декабря 1695  | 25 августа 1699 восхождение мужа | 15 марта 1721                 | 15 марта 1721          | Фредерик IV   |
|                           | Анна София Ревентлов                       | Конрад, граф Ревентлов (Ревентлов)                                                                | 16 апреля 1693  | 4 апреля 1721   | 4 апреля 1721                    | 12 октября 1730 смерть мужа   | 7 января 1743          | Фредерик IV   |
|                           | София Магдалена Бранденбург-Кульмбахская   | Кристиан Генрих, маркграф Бранденбург-Байрейт-Кульмбахский (Гогенцоллерны)                        | 28 ноября 1700  | 7 августа 1721  | 12 октября 1730 восхождение мужа | 6 августа 1746 смерть мужа    | 27 мая 1770            | Кристиан VI   |
|                           | Луиза Великобританская                     | Георг II, король Великобритании (Ганноверская династия)                                           | 7 декабря 1724  | 11 декабря 1743 | 6 августа 1746 восхождение мужа  | 19 декабря 1751               | 19 декабря 1751        | Фредерик V    |
|                           | Юлиана Мария Брауншвейг-Вольфенбюттельская | Фердинанд Альбрехт II, герцог Брауншвейг-Вольфенбюттеля (Вельфы)                                  | 4 сентября 1729 | 8 июля 1752     | 8 июля 1752                      | 13 января 1766 смерть мужа    | 10 октября 1796        | Фредерик V    |
|                           | Каролина Матильда Великобританская         | Фредерик, принц Уэльский (Ганноверская династия)                                                  | 11 июля 1751    | 8 ноября 1766   | 8 ноября 1766                    | апрель 1772 развод            | 10 мая 1775            | Кристиан VII  |
|                           | Мария София Гессен-Кассельская             | Карл, ландграф Гессен-Кассельский (Гессенский дом)                                                | 28 октября 1767 | 31 июля 1790    | 13 марта 1808 восхождение мужа   | 3 декабря 1839 смерть мужа    | 21 марта/22 марта 1852 | Фредерик VI   |
|                           | Каролина Амалия Шлезвиг-Гольштейнская      | Фредерик Кристиан II, герцог Шлезвиг-Гольштейн-Зондербург-Августенбургский (Августенбургский дом) | 28 июня 1796    | 22 мая 1815     | 3 декабря 1839 восхождение мужа  | 20 января 1848 смерть мужа    | 9 марта 1881           | Кристиан VIII |

## Глюксбурги
| Изображение | Имя                                | Отец                                                                      | Рождение        | Брак           | Стал(а) консортом               | Перестал(а) быть консортом | Смерть           | Супруг(а)     |
| ----------- | ---------------------------------- | ------------------------------------------------------------------------- | --------------- | -------------- | ------------------------------- | -------------------------- | ---------------- | ------------- |
|             | Луиза Гессен-Кассельская           | Вильгельм Гессен-Кассельский (Гессенский дом)                             | 7 сентября 1817 | 26 мая 1842    | 15 ноября 1863 восхождение мужа | 29 сентября 1898           | 29 сентября 1898 | Кристиан IX   |
|             | Ловиса Шведская                    | Карл XV, король Швеции (Бернадоты)                                        | 31 октября 1851 | 28 июля 1869   | 29 января 1906 восхождение мужа | 14 мая 1912 смерть мужа    | 20 марта 1926    | Фредерик VIII |
|             | Александрина Мекленбург-Шверинская | Фридрих Франц III, великий герцог Мекленбург-Шверина (Мекленбургский дом) | 24 декабря 1879 | 26 апреля 1898 | 14 мая 1912 восхождение мужа    | 20 апреля 1947 смерть мужа | 28 декабря 1952  | Кристиан X    |
|             | Ингрид Шведская                    | Густав VI Адольф, король Швеции (Бернадоты)                               | 28 марта 1910   | 24 мая 1935    | 20 апреля 1947 восхождение мужа | 14 января 1972 смерть мужа | 7 ноября 2000    | Фредерик IX   |
|             | Хенрик де Лаборд де Монпеза        | Андрэ, граф де Лаборд де Монпеза (Лаборд де Монпеза)                      | 11 июня 1934    | 10 июня 1967   | 14 января 1972 восхождение жены | 13 февраля 2018            | 13 февраля 2018  | Маргрете II   |
|             | Мария                              | Джон Дональдсон                                                           | 5 февраля 1972  | 14 мая 2004    | 14 января 2024 восхождение мужа | действующая                | действующая      | Фредерик X    |